# Marina Monzó
Marina Monzó (València, 1994), és una soprano valenciana.
Inicià els estudis de música als 4 anys, i fins als 11 feu piano i cant a l'Escola Coral Veus Juntes de Quart de Poblet i posteriorment estudia flauta travessera en l'Agrupació Musical L'Amistat de Quart de Poblet. L'any 2010 va iniciar els estudis de cant i flauta al Conservatori Professional de València i l'any 2017 cursava els estudis de cant al Conservatori Superior de Música de València. Ha realitzat cursos i masterclass de cant amb professores com Ana Luisa Chova, Enedina Lloris, Alberto Guardiola, Robert Expert, Ofelia Sala, Daniel Gascó i Juan Diego Flórez, i des de l'any 2014 fa classes amb la soprano Isabel Rey. Va ser soprano solista amb el cor de la Universitat Politècnica de València i l'Escola Coral Veus Juntes i ha interpretat a Adele de l'òpera Die Fledermaus al Palau de la Música de València.
Va guanyar el segon premi al concurs de cant organitzat per Juventudes Musicales de España, i l'any 2016 va debutar a Bilbao com a protagonista de La Sonnambula.
Pel Nadal de 2017 ha actuat en Christmas in Tokyo.